# Opisthoteuthis hardyi
Opisthoteuthis hardyi is een inktvissensoort uit de familie van de Opisthoteuthidae. De wetenschappelijke naam van de soort is voor het eerst geldig gepubliceerd in 2002 door Villanueva, Collins, Sanchez & Voss.